# Crater (pel·lícula)
Crater és una pel·lícula d'aventures de ciència-ficció dirigida per Kyle Patrick Alvarez a partir d'un guió de John Griffin. Es va estrenar per mitjà del servei de streaming Disney+ el 12 de maig del 2023.

## Argument
Després de la mort del seu pare, un nen criat en una colònia minera lunar emprén un viatge explorant un misteriós cràter amb els seus quatre millors amics, abans de ser traslladat permanentment a un altre planeta.

## Repartiment
- Isaiah Russell-Bailey com a Caleb O'Connell[2]
- Kid Cudi com el Sr. O'Connell, el pare de Caleb[3]
- Mckenna Grace[4]
- Billy Barratt[2]
- Orson Hong[2]
- Thomas Boyce[2]